# Zastava Melille
Zastava Melille je zastava španjolske enklave Melille, smještene na obali Sredozemnog mora na sjeveru Afrike i okružene Marokom. Zastava je modro plave boje, a u njenoj sredini se nalazi grb grada pokraj kojeg su dva stupa koji označuju Herkulove stupove, antički naziv za gibraltarski tjesnac. Stube su obavijene latinskim natpisom "Non Plus Ultra".
Sam izgled zastave reguliran je člankom 3. Statuta o autonomiji Melille, donesenim 13. ožujka 1995., dan prije nego što su Melilla i Ceuta postali autonomni španjolski gradovi.

## Vanjske poveznice
- Fotw.net
- CrwFlags.com